# Боровий Євген Максимович
Євге́н Макси́мович Борови́й (*19 квітня 1925, Опарипси, нині Радивилівський район — † 16 вересня 2004) — український хірург, доктор медичних наук — 1968, нагороджений орденами та медалями, заслужений лікар України, відмінник охорони здоров'я.

## Життєпис
Навчався в Бродах, Радивилові та Рівному. 1943 року поступив до Львівського медичного інституту. 1944 мобілізований на фронт. В 1944-45 роках воював у складі Четвертого Українського фронту. 1946 року повертається до навчання. По закінченні навчання працював хірургом Дубровицької центральної районної лікарні, міської лікарні. З березня 1951 року та до кінця своїх днів працює у Рівненській обласній лікарні. З 1955 року завідує хірургічним відділенням, 1968 року займає посаду головного хірурга Рівненської області. 1963 року захищає кандидатську дисертацію — щодо хірургічного лікування «волинського» зоба. 1968 року захистив докторську дисертацію — про хірургічне лікування магістральних жовчних проток, зокрема, за результатами повторних та реконструктивних операцій, котрі були виконані в обласній та районних лікарнях. 1973 року очолює новостворену при обласному відділі охорони здоров'я Раду по науково-медичній і медико-технічній інформації. Входив до складу правління Наукового товариства хірургів України, був головою обласного товариства хірургів. У грудні 1988 року засновує відділення гнійної хірургії та проктології — був завідувачем до 2003 року. У грудні 1988 року входить до складу Всеукраїнського лікарського товариства, також був у складі редакційної ради журналу «Клінічна хірургія».
Протягом багатьох років був членом вченої ради МОЗ України, та спеціалізованої вченої ради Львівського медичного інституту. Є автором більш як 270 наукових праць, з них 4 монографії. Редагував чотири збірки наукових праць лікарів Рівненщини. Рецензував 135 наукових праць, більшість опубліковано в медичних журналах. Як педагог підготував 6 кандидатів медичних наук. Серед його учнів — Площанський Володимир Васильович. За час своєї роботи провів тисячі операцій. Вийшла друком його книга «Моя любов — хірургія».

## Вшанування пам'яті
- В Рівненській області у царині хірургії присуджується премія імені Борового.
- Людмила Марчук на його вшанування написала книгу «Покликання боротись за життя. Євген БОРОВИЙ: хірург, учитель, людина».
- На його честь в Рівненській лікарні встановлена пропам'ятна дошка.

## Родинні зв'язки
- Його батько, Боровий Максим Михайлович — учасник Першої світової війни, полковник (отаман) Армії УНР, лікар, закатований в болотах Комі.
- Обидві його дочки — медики. Оксана Євгеніївна — доктор медичних наук, головний дитячий хірург Львівщини, професор Львівського медичного університету.